# Асен Гаврилов
Асен Петров Гаврилов е български балетист, балетмайстор и педагог. Специализира в Санкт Петербург. Играе в Националната опера в София. За историята на българския балет са незабравими ролите му в „Лебедово езеро“, „Жизел“, „Змей и Яна“, както и хореографиите му на „Аида“, „Княз Игор“. За заслугите му към българската култура, е удостоен със званието заслужил артист (1965).